# Helfrantzkirch
Helfrantzkirch est une commune française située dans la circonscription administrative du Haut-Rhin et, depuis le 1er janvier 2021, dans le territoire de la Collectivité européenne d'Alsace, en région Grand Est.
Cette commune se trouve dans la région historique et culturelle d'Alsace.

## Géographie
Plus haut village du pays de Sierentz en plein Sundgau, atteignant son point culminant près du croisement des Trois-Maisons (428 m d'altitude). Le point culminant du Sundgau étant situé à Bettlach (525 m d'altitude).

Cette vue panoramique du centre du village montre la place des Landais, l'hôtel de ville, ainsi que quelques maisons à colombages, style caractéristique des constructions alsaciennes.

| Magstatt-le-Haut Zaessingue | Stetten          |                 |
| Jettingen                   | Helfrantzkirch   | Kappelen        |
| Berentzwiller               | Ranspach-le-haut | Ranspach-le-Bas |

### Hydrographie

#### Réseau hydrographique
La commune est dans le bassin versant du Rhin au sein du bassin Rhin-Meuse. Elle est drainée par le Muehlgraben et le Thurbach,,.

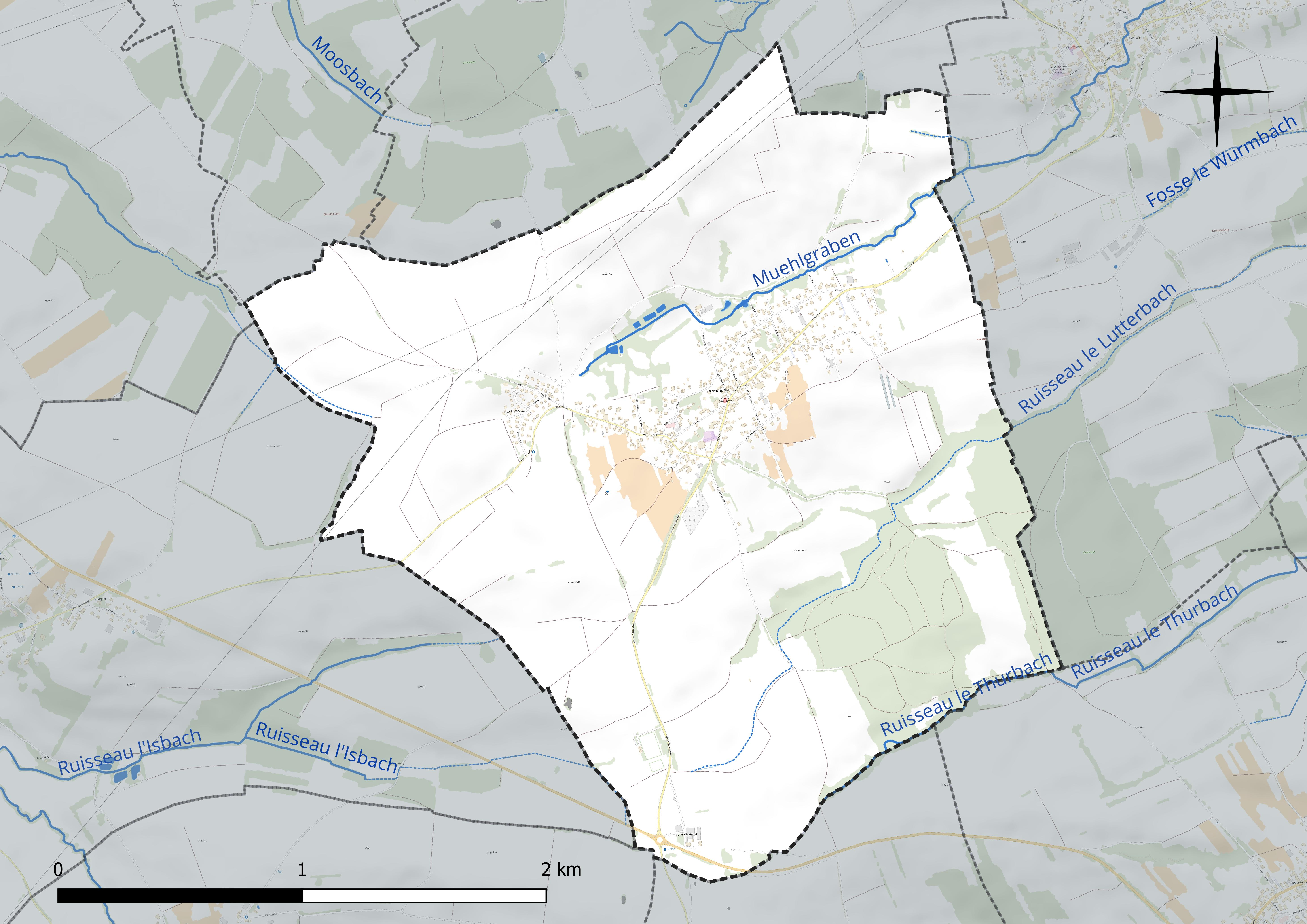
Réseau hydrographique de Helfrantzkirch.

#### Gestion et qualité des eaux
Le territoire communal est couvert par le schéma d'aménagement et de gestion des eaux (SAGE) « Ill Nappe Rhin ». Ce document de planification concerne la nappe phréatique rhénane, les cours d'eau de la plaine d'Alsace et du piémont oriental du Sundgau, les canaux situés entre l'Ill et le Rhin et les zones humides de la plaine d'Alsace. Le périmètre s’étend sur 3 596 km2. Il a été approuvé le 17 janvier 2005. La structure porteuse de l'élaboration et de la mise en œuvre est la région Grand Est.
La qualité des cours d’eau peut être consultée sur un site dédié géré par les agences de l’eau et l’Agence française pour la biodiversité.

### Climat
Pour des articles plus généraux, voir Climat du Grand Est et Climat du Haut-Rhin.
En 2010, le climat de la commune est de type climat des marges montargnardes, selon une étude du Centre national de la recherche scientifique s'appuyant sur une série de données couvrant la période 1971-2000. En 2020, Météo-France publie une typologie des climats de la France métropolitaine dans laquelle la commune est exposée à un climat semi-continental et est dans la région climatique  Alsace, caractérisée par une pluviométrie faible, particulièrement en automne et en hiver, un été chaud et bien ensoleillé, une humidité de l’air basse au printemps et en été, des vents faibles et des brouillards fréquents en automne (25 à 30 jours).
Pour la période 1971-2000, la température annuelle moyenne est de 9,6 °C, avec une amplitude thermique annuelle de 17,4 °C. Le cumul annuel moyen de précipitations est de 718 mm, avec 8,9 jours de précipitations en janvier et 9,4 jours en juillet. Pour la période 1991-2020, la température moyenne annuelle observée sur la station météorologique de Météo-France la plus proche, « Bâle-Mulhouse », sur la commune de Saint-Louis à 11 km à vol d'oiseau, est de 11,1 °C et le cumul annuel moyen de précipitations est de 764,3 mm. 
La température maximale relevée sur cette station est de 39,1 °C, atteinte le 13 août 2003 ; la température minimale est de −23,5 °C, atteinte le 6 janvier 1985,,.
Les paramètres climatiques de la commune ont été estimés pour le milieu du siècle (2041-2070) selon différents scénarios d'émission de gaz à effet de serre à partir des nouvelles projections climatiques de référence DRIAS-2020. Ils sont consultables sur un site dédié publié par Météo-France en novembre 2022.

## Urbanisme

### Typologie
Au 1er janvier 2024, Helfrantzkirch est catégorisée commune rurale à habitat dispersé, selon la nouvelle grille communale de densité à sept niveaux définie par l'Insee en 2022.
Elle est située hors unité urbaine. Par ailleurs la commune fait partie de l'aire d'attraction de Bâle - Saint-Louis (partie française), dont elle est une commune de la couronne,. Cette aire, qui regroupe 94 communes, est catégorisée dans les aires de 200 000 à moins de 700 000 habitants,.

### Occupation des sols
L'occupation des sols de la commune, telle qu'elle ressort de la base de données européenne d’occupation biophysique des sols Corine Land Cover (CLC), est marquée par l'importance des territoires agricoles (84,1 % en 2018), en diminution par rapport à 1990 (84,9 %). La répartition détaillée en 2018 est la suivante : 
terres arables (49,7 %), zones agricoles hétérogènes (34,3 %), forêts (9,2 %), zones urbanisées (6,8 %). L'évolution de l’occupation des sols de la commune et de ses infrastructures peut être observée sur les différentes représentations cartographiques du territoire : la carte de Cassini (XVIIIe siècle), la carte d'état-major (1820-1866) et les cartes ou photos aériennes de l'IGN pour la période actuelle (1950 à aujourd'hui).

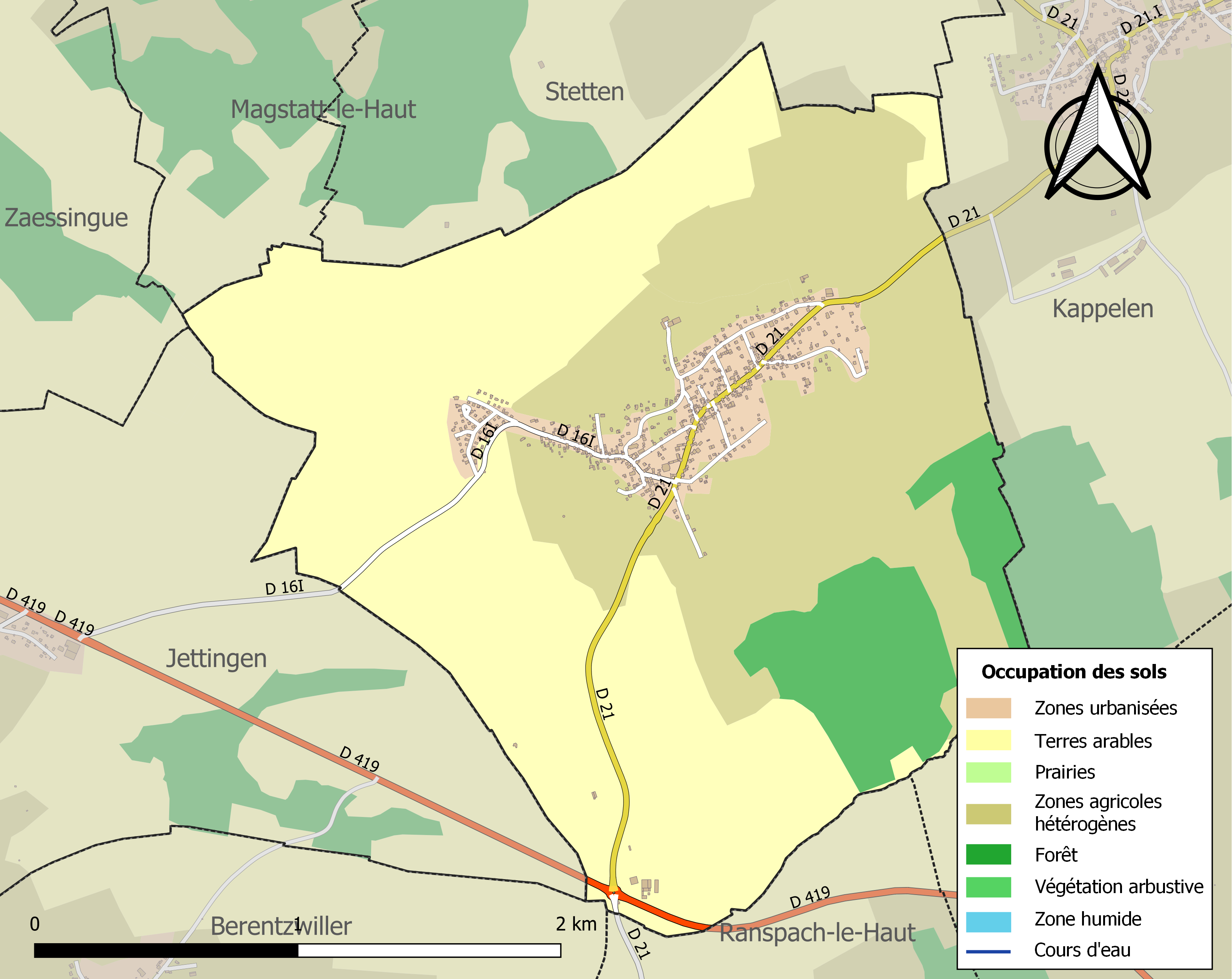
Carte des infrastructures et de l'occupation des sols de la commune en 2018 (CLC).

## Histoire
Dès le Néolithique, l’exploitation des sols fut une activité importante sinon principale dans cette région. L’exploitation agricole des terres ainsi que l’élevage de bovins restent encore de nos jours une réalité à Helfrantzkirch, et fait partie de son histoire.
Le village apparaît pour la première fois dans des archives en 1101, sous le nom de Helfrachilcha. En 1441 sous la dynastie des Habsbourg, le village portera le nom de Helfranczkilche. À cette époque (durant laquelle régnait en France le roi Charles VII), Helfranczkilche faisait partie du duché de Souabe. L’église dédiée à saint Barthélemy est mentionnée dès 1164.

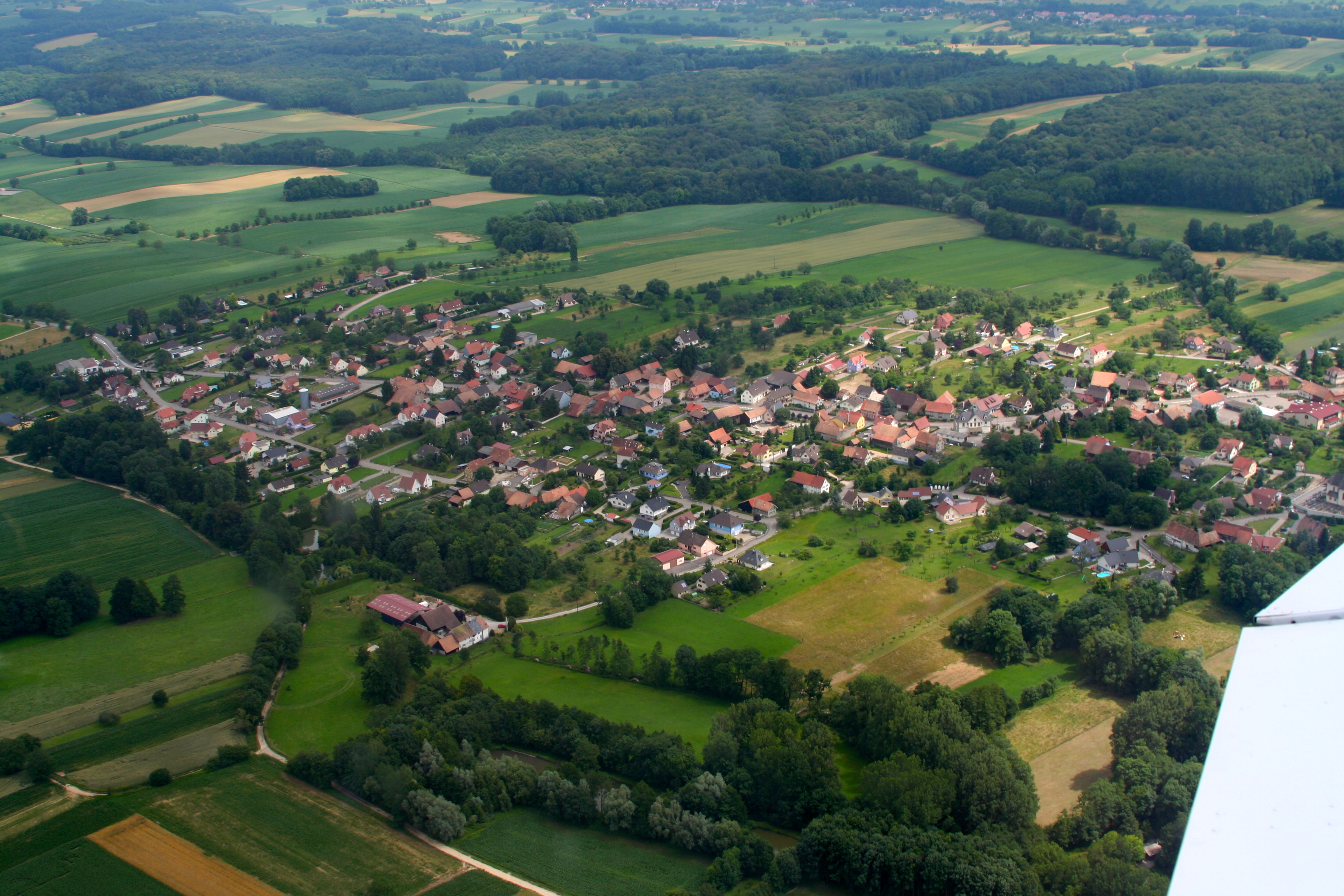
Vue aérienne de Helfrantzkirch, au cœur du Sundgau, proche de la Suisse (Bâle) et de l'Allemagne (Lörrach).

### Héraldique
| Blason d'Helfrantzkirch | Les armes d'Helfrantzkirch se blasonnent ainsi : « D'argent à l'anse sommée d'une croix pattée au pied fiché, accosté des deux lettres majuscules H et K, le tout de sable. » |

## Politique et administration

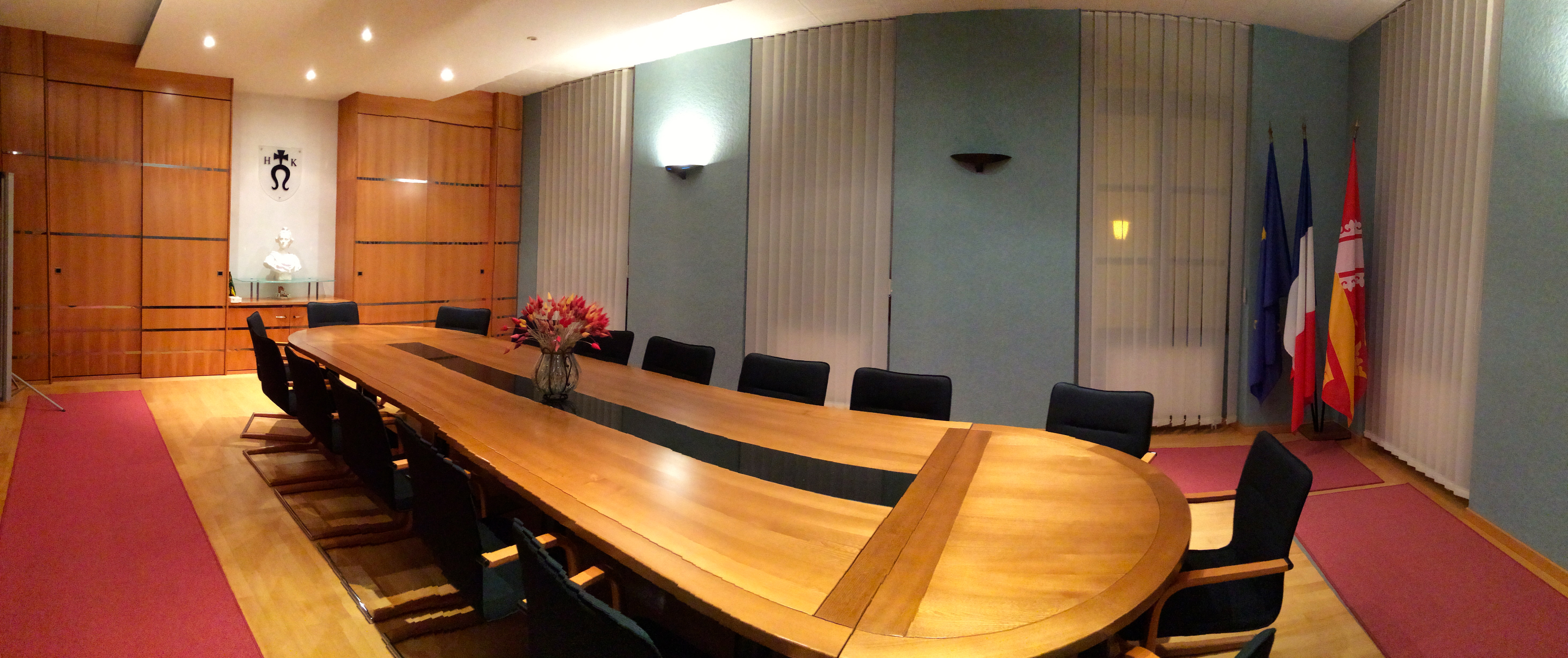
C'est le lieu central de la vie démocratique de la commune : la salle des délibérations du Conseil municipal.

| Période                                  | Période                   | Identité                                      | Étiquette | Qualité        |
| ---------------------------------------- | ------------------------- | --------------------------------------------- | --------- | -------------- |
| dec 1944                                 | 1977                      | Aloyse Grosskopf                              |           |                |
| mars 1977                                | 1995                      | Gerard Rapp                                   |           |                |
| mars 1995                                | En cours (au 31 mai 2020) | Yves Tschamber Réélu pour le mandat 2020-2026 |           | Cadre bancaire |
| Les données manquantes sont à compléter. |                           |                                               |           |                |

## Démographie
L'évolution du nombre d'habitants est connue à travers les recensements de la population effectués dans la commune depuis 1793. Pour les communes de moins de 10 000 habitants, une enquête de recensement portant sur toute la population est réalisée tous les cinq ans, les populations de référence des années intermédiaires étant quant à elles estimées par interpolation ou extrapolation. Pour la commune, le premier recensement exhaustif entrant dans le cadre du nouveau dispositif a été réalisé en 2005.

En 2022, la commune comptait 733 habitants, en évolution de +4,71 % par rapport à 2016 (Haut-Rhin : +0,66 %, France hors Mayotte : +2,11 %).
| 1793 | 1800 | 1806 | 1821 | 1831 | 1836 | 1841 | 1846 | 1851 |
| ---- | ---- | ---- | ---- | ---- | ---- | ---- | ---- | ---- |
| 489  | 490  | 540  | 590  | 592  | 660  | 685  | 695  | 703  |

| 1856 | 1861 | 1866 | 1871 | 1875 | 1880 | 1885 | 1890 | 1895 |
| ---- | ---- | ---- | ---- | ---- | ---- | ---- | ---- | ---- |
| 654  | 647  | 624  | 665  | 713  | 712  | 619  | 589  | 593  |

| 1900 | 1905 | 1910 | 1921 | 1926 | 1931 | 1936 | 1946 | 1954 |
| ---- | ---- | ---- | ---- | ---- | ---- | ---- | ---- | ---- |
| 584  | 557  | 545  | 496  | 482  | 504  | 506  | 491  | 512  |

| 1962 | 1968 | 1975 | 1982 | 1990 | 1999 | 2005 | 2006 | 2010 |
| ---- | ---- | ---- | ---- | ---- | ---- | ---- | ---- | ---- |
| 529  | 541  | 538  | 588  | 685  | 760  | 794  | 821  | 759  |

| 2015 | 2020 | 2022 | - | - | - | - | - | - |
| ---- | ---- | ---- | - | - | - | - | - | - |
| 706  | 728  | 733  | - | - | - | - | - | - |

## Lieux et monuments

### Église Saint-Barthélemy
Une première mention d'une église dédiée à saint Barthélemy date de 1164 : elle était manifestement de taille plus réduite. L'église actuelle date du début du XIXe siècle et la construction de son clocher fut terminée en 1843. D'importants travaux de rénovation extérieure et intérieure achevés en 2013 en font un joyau de l'architecture néo-classique dédié à Saint-Barthélemy, ainsi qu'à Saint-Sébastien et Saint-Wendelin. L'église Saint-Barthélemy est dotée d'un orgue Stiehr-Mockers (1858) et est classée monument historique.

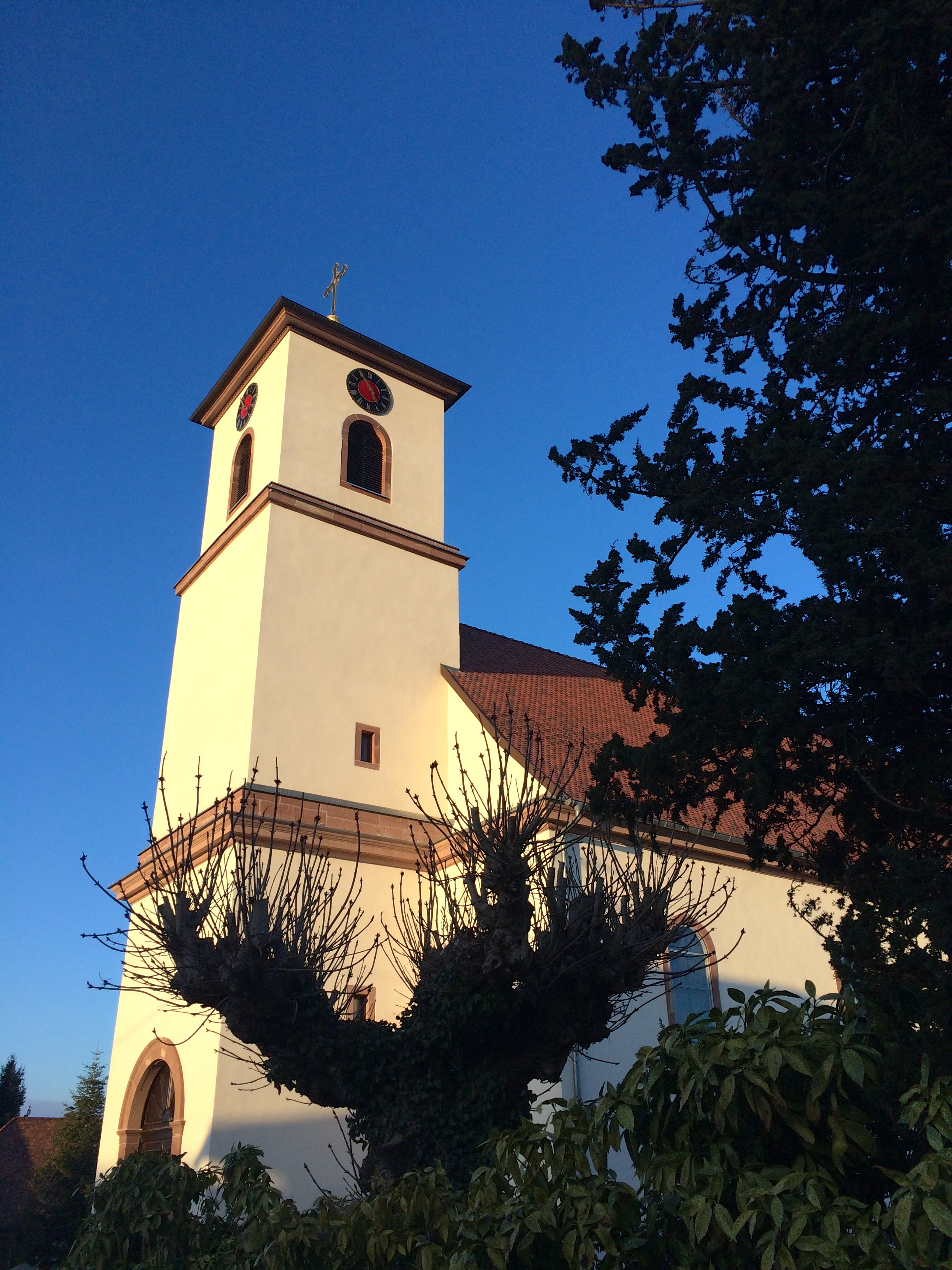
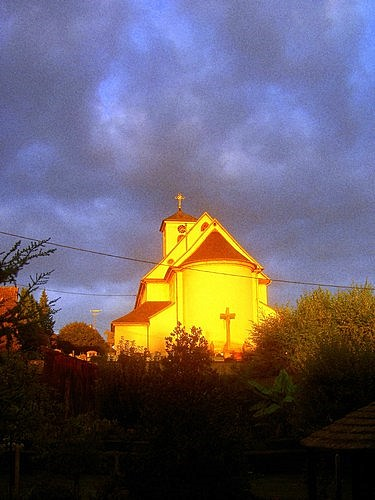
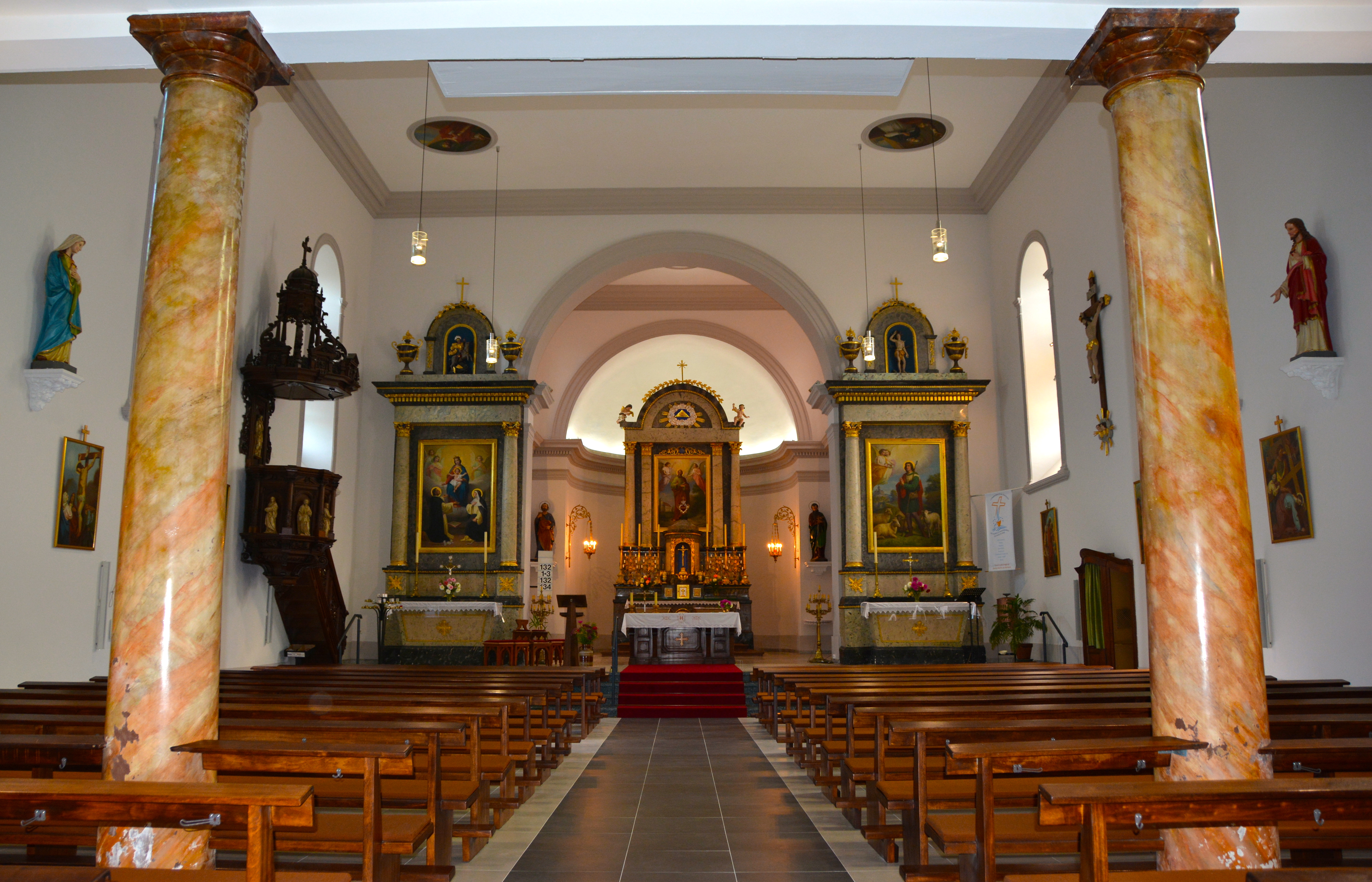
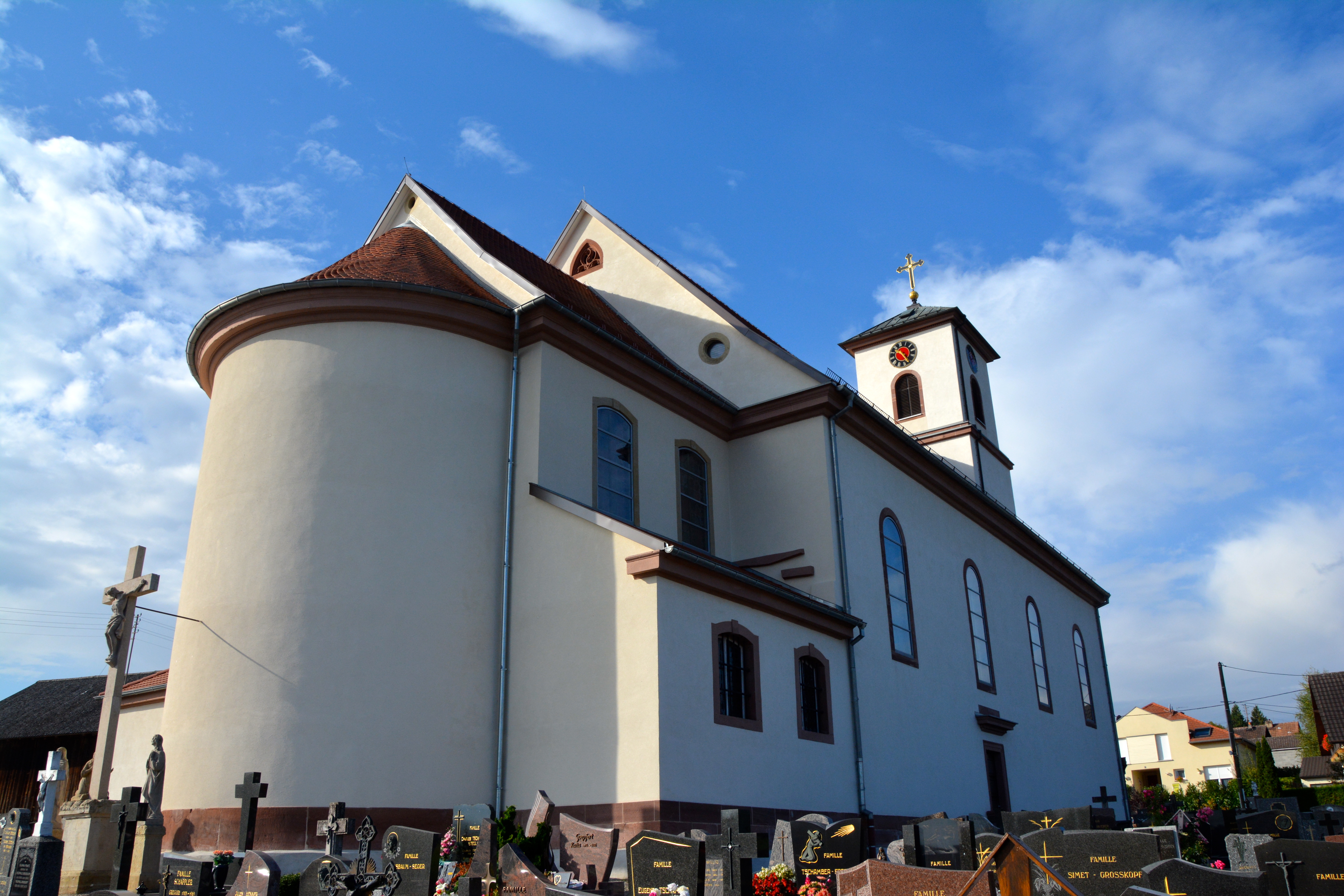

### Orgue Stiehr-Mockers

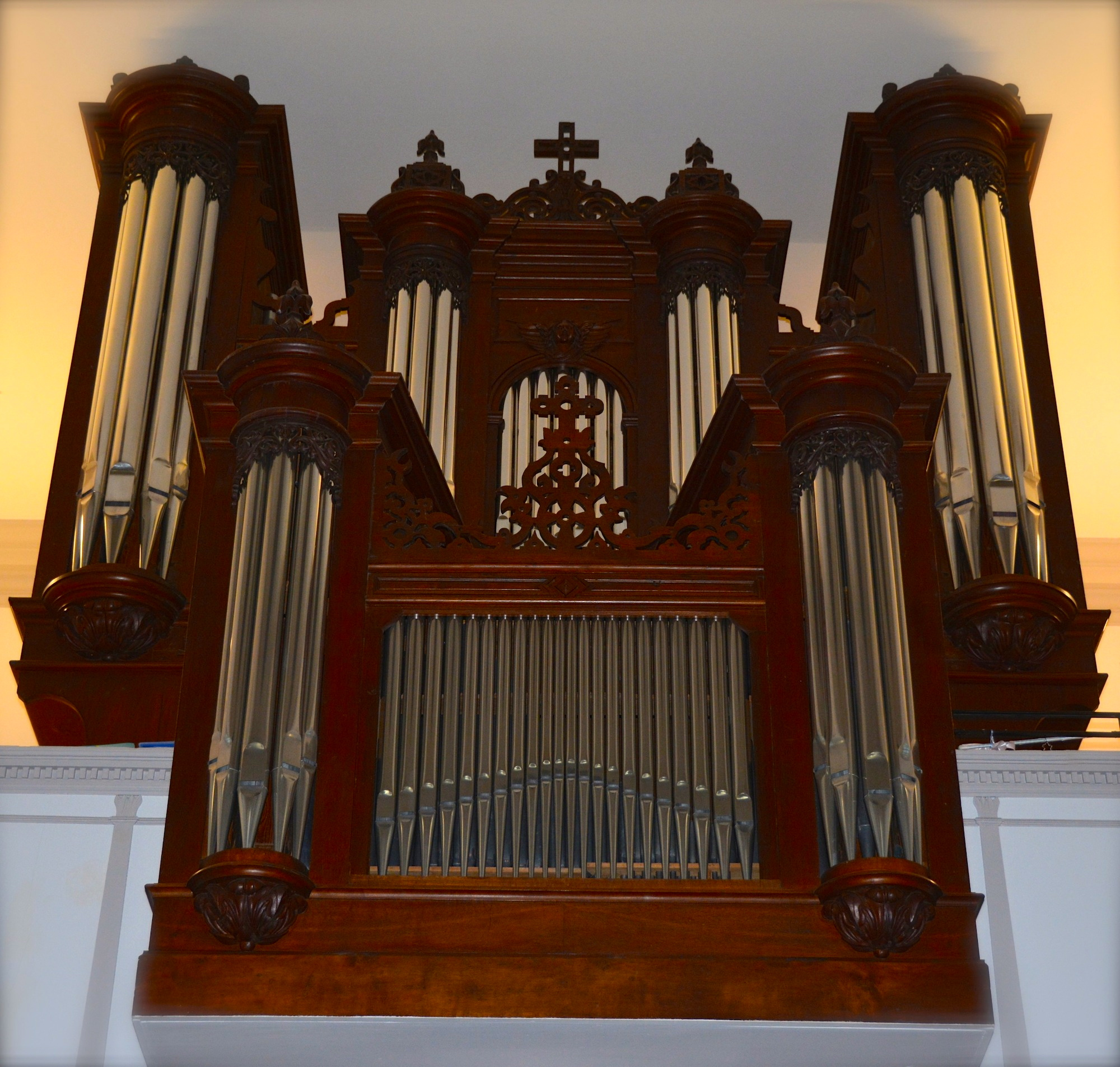
Il s'agit d'un des plus beaux opus de la facture Stiehr & Mockers construit en 1858. Il fut entièrement restauré par la Maison Kern en 2006.

La partie instrumentale est classée Monument Historique depuis le 13 septembre 1982. Les orgues Stiehr-Mockers ne sont pas très nombreux dans le Haut-Rhin. Les facteurs de Seltz vinrent donc jusque dans la région de Sierentz placer cet instrument. Très adapté au style haut-rhinois, le buffet présente quatre tourelles, les deux plus petites au milieu.
On remarque une fois de plus que ces orgues sont conçus sans tirasse. La pédale ne fait que dix-huit notes ; par contre, elle est très fournie en jeux. L’accouplement, par tirant, semble d'origine. En 1968, le Positif était expressif (jalousies au plafond du petit Buffet).
La composition actuelle (2007) est identique à l'originelle (1858).
Il y eut des réparations en 1893, 1901 et 1929.
En 1970, Christian Guerrier, de Willer, fit un nettoyage.
En 2006, l'orgue a été restauré par la Maison Kern.
La composition a été restituée, avec reconstruction des trois jeux qui avaient été modifiés.
Même le système d'alimentation en air (pompes) a été restauré.
À l'origine, il y avait deux réservoirs à lanterne, mais c'est le réservoir existant (beaucoup plus fonctionnel) qui a été conservé, ramené du clocher (où il devait probablement admettre de l'air à une température différente de celle de la nef) vers l'arrière de l'orgue.
L'orgue restauré a été inauguré le 17 juin 2007.

## Personnalités liées à la commune
- Karl Tschamber, un historien né à Helfrantzkirch en 1863.

## Jumelages
- Le Frêche (France)
- Hontanx (France)